# Giovanni Santini (scienziato)
Giovanni Santini (Caprese Michelangelo, 30 gennaio 1787 – Noventa Padovana, 26 luglio 1877) è stato un astronomo, matematico e scienziato italiano.

## Biografia
Nacque da Girolamo Santini e Caterina Brizzi. Lo zio Giovanni Battista gli diede la prima istruzione e lo avvicinò all'aritmetica e alla geometria.
La sua educazione proseguì nel Seminario di Prato, dove il suo mentore fu l'abate Bertini.
Laureatosi all'Università di Pisa fu dapprima allievo di Barnaba Oriani all'osservatorio di Brera a Milano e poi di Vincenzo Chiminello all'osservatorio di Padova.
Fu professore di astronomia dal 1817 alla morte nell'Università di Padova. A Padova, fu direttore dell'Osservatorio astronomico dal 1817 al 1877, trasformandolo in un centro di studi di rilievo internazionale. Tra i suoi allievi il giovane modenese Pietro Tacchini, che sarebbe presto divenuto direttore dell'Osservatorio Astronomico del Ducato di Modena e poi dell'Osservatorio di Palermo. Fu preside della facoltà di scienze dal 1845 al 1872 e due volte magnifico rettore dell'Università di Padova, nel 1824-1825 e nel 1856-1857.
Giovanni Santini fu socio di importanti accademie e società scientifiche italiane e internazionali, tra cui Accademia Nazionale delle Scienze dal 1815, Académie Française dal 1845, Accademia dei Lincei dal 1849. Fu presidente dell'Istituto veneto di scienze, lettere ed arti tra il 1843-45.
Fu autore di circa 300 pubblicazioni scientifiche che toccano tutti i rami dell'astronomia con contributi originali e fondamentali.
Fu il "gran maestro" dell'astronomia italiana dell'Ottocento, formando numerosi allievi che divennero professori in molte università italiane.
Fu sindaco del comune di Noventa Padovana dal 1865 al 1877.

## Opere
- Tavole dei logaritmi de' numeri naturali da 1 a 101000 e dei seni, coseni, tangenti e cotangenti di minuto in minuto con i primi 4 gradi di 10 in 10 secondi precedute da un trattato elementare di trigonometria piana e sferica, 1820.
- Teorica degli stromenti ottici destinati ad estendere i confini della visione naturale 1828.
- Elementi di astronomia con le applicazioni alla geografia, nautica, gnomonica e cronologia 1830.

## Intitolazioni
A Giovanni Santini è stata intitolata la Biblioteca Giovanni Santini a Padova.
Gli è stato inoltre dedicato l'asteroide 4158 Santini.

## Musei
Musei ed enti correlati allo studioso:
- Biblioteca Giovanni Santini, Padova
- Museo di storia della scienza, Firenze
- Museo La Specola, Padova
- Museo Casa Natale di Michelangelo Buonarroti, Caprese Michelangelo (AR)
- Istituto veneto di scienze, lettere ed arti, Venezia